# يعيش فيلا (فلم)
يعيش فيلا (بالإنجليزية: Viva Villa!) هو فيلم تم إنتاجه في الولايات المتحدة وصدر في سنة 1934.

## طاقم التمثيل
- والاس بيري

### ترشيحات وجوائز
| السنة | الحدث  | الفئة     | النتيجة |
| ----- | ------ | --------- | ------- |
| 1934  | أوسكار | أفضل فيلم | ترشـيـح |

## الميزانية والإيرادات
بلغت تكلفة إنتاج الفيلم حوالي over1 مليون دولار.

## وصلات خارجية
- يعيش فيلا على موقع IMDb (الإنجليزية)
- يعيش فيلا على موقع الموسوعة البريطانية (الإنجليزية)
- يعيش فيلا على موقع روتن توميتوز (الإنجليزية)
- يعيش فيلا على موقع قاعدة بيانات الأفلام العربية
- يعيش فيلا على موقع ألو سيني (الفرنسية)
- يعيش فيلا على موقع Turner Classic Movies (الإنجليزية)
- يعيش فيلا على موقع أول موفي (الإنجليزية)
- يعيش فيلا على موقع فيلمافينيتي (الإسبانية)
- يعيش فيلا على موقع قاعدة بيانات الأفلام السويدية (السويدية)
- يعيش فيلا على موقع قاعدة بيانات الفيلم (الإنجليزية)

1. 1 2  وصلة مرجع: http://www.imdb.com/title/tt0025948/. الوصول: 22 مايو 2016.
2. 1 2  وصلة مرجع: http://www.allocine.fr/film/fichefilm_gen_cfilm=2671.html. الوصول: 22 مايو 2016.
3. ↑  وصلة مرجع: http://www.filmaffinity.com/en/film505136.html. الوصول: 22 مايو 2016.